# Salaš

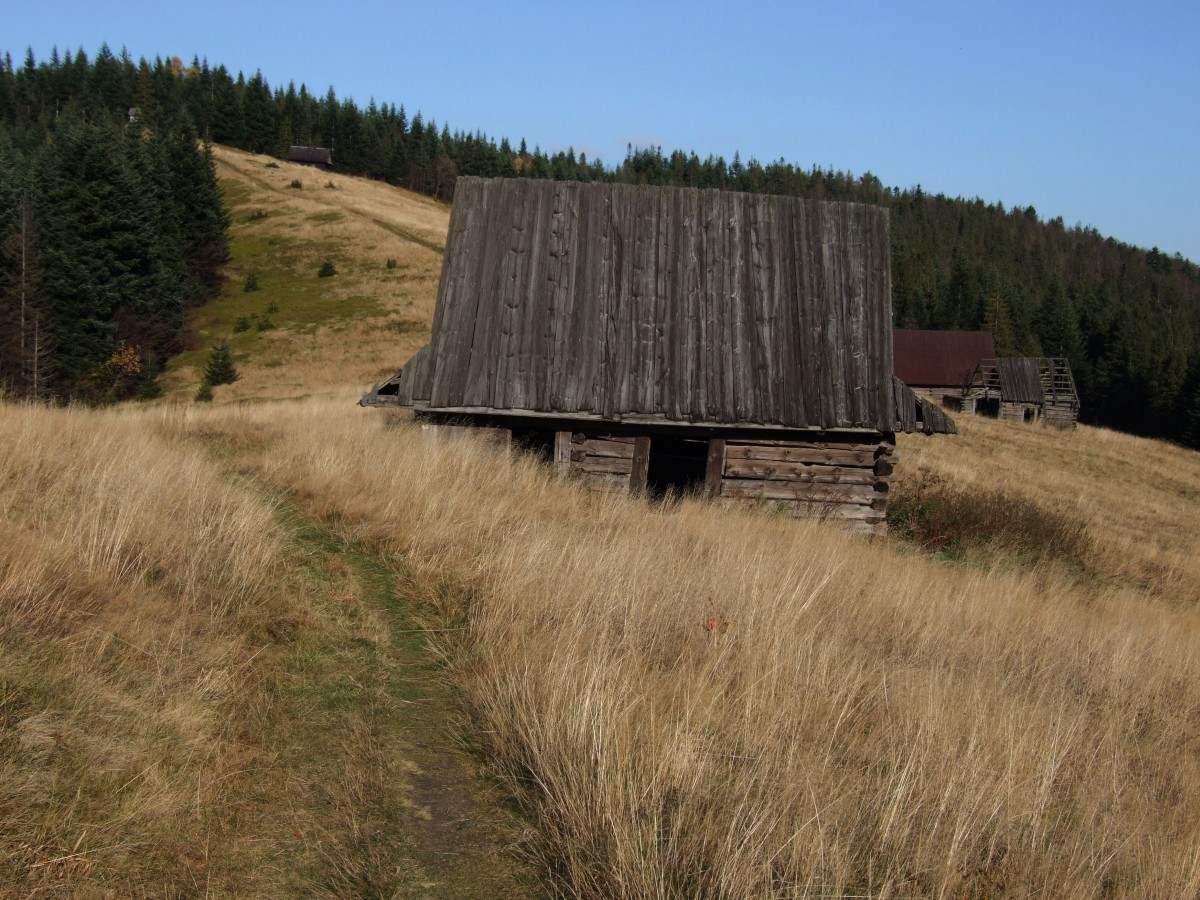
Salaš v Polsku

Salaš je název pro letní sídlo pastevců salašnického chovu ovcí (horského pastevectví). Pastevci bydleli v dřevěných domech zvaných kurloky nebo koliby (salaš). V jedné místnosti bylo ohniště. Dům neměl komín a kouř vycházel ven pouze mezerami ve střeše. Zde se zpracovávalo ovčí mléko a v případě chladného počasí i spalo. Ovce byly na noc ustájeny v ohradě zvané na Slovensku košiar (na Valašsku košár), v čase nepříznivého počasí v přístřeší zvaném pajta.